# Végső állomás 5.
A Végső állomás 5. (eredeti cím: Final Destination 5) 2011-ben bemutatott amerikai természetfeletti horrorfilm, amelyet Eric Heisserer forgatókönyvéből Steven Quale rendezett. A Végső állomás-filmsorozat ötödik része. A főbb szerepekben Nicholas D’Agosto, Emma Bell, Miles Fisher, Arlen Escarpeta, David Koechner és Tony Todd látható.
Világpremierje 2011. augusztus 4-én volt a montréali Fantasia Nemzetközi Filmfesztiválon. Az Amerikai Egyesült Államokban 2011. augusztus 12-én mutatták be Real D 3D-ben és digitális IMAX 3D-ben. Magyarországon 2011. szeptember 8-án jelent meg szinkronizálva az InterCom Zrt. forgalmazásában. Általánosságban vegyes visszajelzéseket kapott a kritikusoktól, és világszerte 157 millió dolláros bevételt hozott, ezzel a franchise második legnagyobb bevételt hozó filmje lett. A hatodik film, a Végső állomás: Vérvonalak 2025 májusában jelent meg.

## Cselekmény
Sam Lawton irodai dolgozó a kollégáival egy céges kirándulásra készül. Miközben a céges busz áthalad a North Bay hídon, Samnek látomása van arról, hogy a híd az erős szél miatt összeomlik, és mindenki meghal, kivéve volt barátnőjét, Molly Harpert. Pánikba esik, meggyőzi Mollyt, barátját és felettesét, Peter Friedkint, Peter barátnőjét, Candice Hoopert, menedzserét, Dennis Lapmant, a gyárigazgató Nathan Searst, valamint két kollégáját, Olivia Castle-t és Isaac Palmert, hogy menjenek le a hídról. Ezt követően a híd valóban összeomlik. Jim Block FBI-ügynök Samet gyanúsítja, de Samet tisztázzák, amikor Block kollégája megállapítja, hogy az összeomlást nem ember okozta. Sam és kollégái találkoznak William Bludworth halottkémmel is, aki arra figyelmezteti őket, hogy „a halál nem szereti, ha becsapják”.
Később Candice egy torna közbeni balesetben meghal, ami miatt Peter labilissá válik. Ezt követően az akupunktúrás kezelésen lévő Isaac fejére ráesik egy Buddha-szobor. A mindkét halál eset után jelenlévő Bludworth elmondja nekik, a halál azért öli meg őket, mert túléltek egy katasztrófát, amelyben meg kellett volna halniuk, ezzel „gyűrődést okozva a valóságban”. A túléléshez meg kell ölniük valakit, hogy az életüket megkapják, ezzel „kiegyenlítve a kontókat”. Sam és Molly nem tudja megmenteni Oliviát, aki lezuhan egy épület felső szintjéről, miután egy rosszul működő lézeres szemműtéti gép megsérti a jobb szemét. Sam megtudja, a túlélők abban a sorrendben halnak meg, ahogyan a híd összeomlásakor meghaltak volna, így Nathan lesz a következő.
A munkahelyi veszekedés során Nathan véletlenül megöli munkatársát, Roy Carsont. Amikor a többi túlélő ezt meghallja, arra következtetnek, Nathan biztosan ellopta Roy életét. Váratlanul egy gép Dennis arcába lövi a csavarkulcsot, amitől azonnal meghal. Aznap este Sam és Molly egy étteremben újrakezdik kapcsolatukat, de Peter megzavarja őket, és megpróbálja ellopni Molly életét, mivel szerinte igazságtalan, hogy Molly túlélte Sam előérzetét, és így nem került fel a halál listájára. Block ügynök közbeavatkozik, ekkor Peter lelövi őt, ezzel ellopva az életét. Ennek ellenére Peter megpróbálja megölni Mollyt, mert nem akar tanúkat, de Sam megmenti, aki egy húsnyársal végez Peterrel. Sam arra a következtetésre jut, hogy ő vette át Block életét, mivel Peter fegyvere magától sült el, ami nem találta el Samet. 
Két héttel később Sam és Molly felszállnak a Párizsba tartó Boeing 747-es repülőgépre. Észreveszik, a gép a Volée Airlines 180-as járata, majd látják, ahogy az egyik diák pánikba esik, mert látomása volt a gép felrobbanásáról, ezért távoznia kellett néhány osztálytársával együtt. A levegőben a gép felrobban és mindenki meghal. Eközben Nathan meghallja egy munkatársától, hogy Roynak nem diagnosztizált agyi aneurizmája volt, és bármelyik pillanatban meghalhatott volna, ha még él. Hirtelen a 180-as járat roncsai Nathanre zuhannak, és meghal.

## Szereplők
| Szerep                               | Színész                  | Magyar hang        |
| ------------------------------------ | ------------------------ | ------------------ |
| Sam Lawton                           | Nicholas D’Agosto        | Sánta László       |
| Molly Harper                         | Emma Bell                | Vadász Bea         |
| Peter Friedkin                       | Miles Fisher             | Előd Álmos         |
| Candice Hooper                       | Ellen Wroe               | Czető Zsanett      |
| Olivia Castle                        | Jacqueline MacInnes Wood | Bogdányi Titanilla |
| Isaac Palmer                         | P. J. Byrne              | Fesztbaum Béla     |
| Nathan Sears                         | Arlen Escarpeta          | Berkes Bence       |
| Dennis Lapman                        | David Koechner           | Juhász György      |
| Jim Block ügynök                     | Courtney B. Vance        | Kálid Artúr        |
| William Bludworth                    | Tony Todd                | Vass Gábor         |
| Roy Carson                           | Brent Stait              | Seszták Szabolcs   |
| Alex Browning (archív felvétel)      | Devon Sawa               | Markovics Tamás    |
| Carter Horton (archív felvétel)      | Kerr Smith               | Seder Gábor        |
| Billy Hitchock (archív felvétel)     | Seann William Scott      | Minárovits Péter   |
| Ms. Valerie Lewton (archív felvétel) | Kristen Cloke            | Juhász Judit       |

## Bemutató
Az Egyesült Királyságban a reklámszabályozó hatóság (ASA) úgy ítélte meg, hogy az eredeti moziplakát, amelyet a nyár folyamán buszokon és vonatokon használtak, „valószínűleg félelmet és indokolatlan stresszt okoz a gyermekekben”. A hatóság úgy döntött, a reklám nem jelenhet meg többé eredeti formájában.
A Warner Bros. ezzel szemben azt állította, a plakát „pontosan és megfelelő módon tükrözi a film tartalmát anélkül, hogy túlzott félelmet vagy szorongást keltene”. Azt is hozzátették, a plakát sötétszürke és fekete színei „nem valószínű, hogy felkeltik a kisgyermekek figyelmét”, és a „szürreális” képen nem szerepelnek emberek, vér vagy valós erőszak.
Az ASA, melyhez 13 panasz érkezett, amelyek közül hárman azt állították, hogy gyermekeiket (1 és 3 év közöttieket) felzaklatta a reklám, így döntött: „Úgy ítéltük meg, hogy a kép valószínűleg felkeltette a gyermekek figyelmét, különösen azért, mert a metróban egy plakáton volt látható, ahol ez egy nem célzott közeg. Mivel az erőszakot ábrázoló reklámot nagyon fiatal gyermekek is láthatták, az valószínűleg félelmet és indokolatlan stresszt okozott a gyermekek körében.”

### Bevételi adatok
A Végső állomás 5. 18,4 millió dollárral a 3. helyen végzett a hétvégi bevételi listán A majmok bolygója: Lázadás (27,5 millió dollár) és A segítség (25,5 millió dollár) című filmek mögött. Ez volt az eddigi harmadik legnagyobb Végső állomás nyitófilm a 2009-es Végső állomás 4. (27,4 millió dollár) és a 2006-os Végső állomás 3. (19,1 millió dollár) után. A film 542 587 643 dolláros hazai és 115 300 000 dolláros nemzetközi bevételt ért el, ami világszerte összesen 157 887 643 dolláros bevételt jelentett, ezzel a franchise második legnagyobb bevételt hozó filmje lett.

## A film készítése

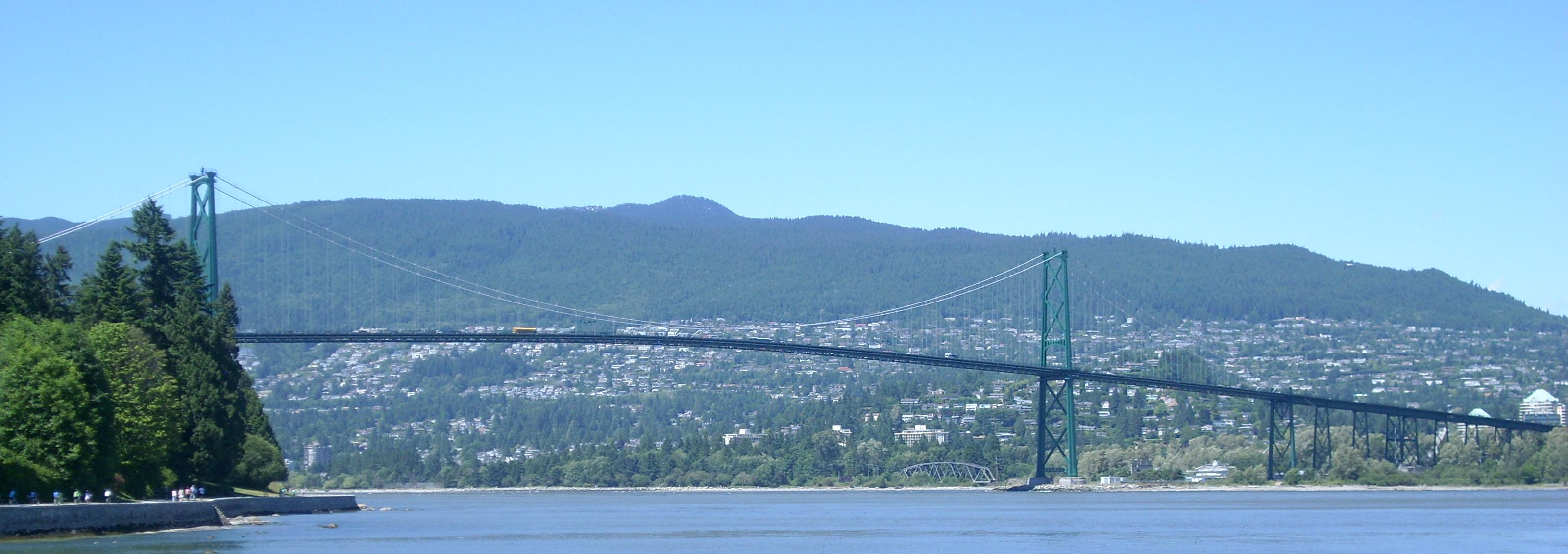
A New York-i North Bay híd, amely a nyitójelenetben összeomlik

Alan Horn, a Warner Bros. vezetője 2010 márciusában a ShoWesten megerősítette, hogy a Végső állomás 5. részének forgatása folyamatban van. Craig Perry producer később hozzátette, a filmet 3D-ben fogják vetíteni. Eric Heisserert 2010 áprilisában jelentették be forgatókönyvírónak. A stúdió eredetileg 2011. augusztus 26-át tűzte ki megjelenési dátumnak, de később 2011. augusztus 12-re módosította. 2010 júniusában a New Line Cinema bejelentette, hogy Steven Quale lesz a rendező, és hogy a filmet átnevezik 5nal Destination-re. A névváltoztatást néhány hónappal később visszavonták.
A forgatási helyszín ismét Vancouver volt, ahol az első három film egyes részeit is forgatták. A forgatás 2010. szeptember 13. és december 14. között zajlott. A producerek kijelentették, hogy ez a rész sötétebb és izgalmasabb lesz az eredeti film stílusához hasonlóan. A Végső állomás 3. szereplője, Chelan Simmons elárulta, hogy a nyitójelenetet a vancouveri Lions Gate hídon fogják forgatni.